# Ellen DeGeneres Show
The Ellen DeGeneres show (även kallat Ellen Show, eller bara Ellen) är ett TV-program i USA som distribueras av Warner Bros. Television. Programmet hade premiär 2003 och Ellen DeGeneres dess programledare.
I maj 2021 bekräftades det att den nittonde säsongen av programmet blir den sista.

## Koncept
Bakgrunden är ungefär som andra dagliga pratprogram på tv, såsom exempelvis Oprah. Programmet har en kombination av komedi, musikframträdanden och kändisintervjuer.
DeGeneres låter ofta publiken medverka i tävlingar där priser utdelas. 

## Sverige
Programmet rönte emellertid inga större framgångar på TV 3 i Sverige och lades om till sändningstid mellan klockan 3 och klockan 5 på morgonen. Nu sänds programmet vardagar på Kanal 5 efter att kanalen köpte in programmet, serien har gjort Ellen DeGeneres program till den talkshow som har näst mest tittare efter The Oprah Winfrey Show.

## Kontrovers
Den 16 juli 2020 publicerades en artikel på BuzzFeed News, där 10 anonyma tidigare anställda anklagade The Ellen DeGeneres Show för att vara en problematisk arbetsplats. Anklagelserna gjorde gällande att anställda avskedades efter sjukskrivning, samt att det var en arbetsmiljö med rasistiska kommentarer och mikroaggressioner. En anställd sade: "Att 'vara snäll' är skitsnack och händer bara när kamerorna är på. Allting är bara en fasad. Jag vet att de ger pengar till människor och hjälper dem, men det är en fasad." Den 27 juli tillkännagavs att WarnerMedia skulle inleda en intern utredning av showens arbetsplats efter anklagelserna.